# 毫変盞
毫変盞（ごうへんさん）は、中国宋代の建窯において焼成された天目茶碗の中で、「その価は甚だ高く且つ得ることが難しい」とされた幻の器である。

## 概要
毫変盞の現存品は無く、当時の文献にその存在が僅かに記述されるのみである。宋代建窯の滅亡以来800年の間、毫変盞についてはまったく触れられることはなかったが、1990年に中国の建窯遺跡調査団によって発掘調査された研究を要約した中国古陶磁研究会名誉会長の葉文程と福建省博物館の林忠幹によってその存在が証明され「建窯瓷」に発表された。
発掘の際には数点の毫変盞らしき器が出土したが、これらはすべて二度の施釉によって毫変盞を模倣したものであることが確認されている。天目釉は調合される原料が単純で、いわゆる伝統的な石灰釉に属する分相析晶釉である。建窯の天目茶碗は禾目天目・油滴天目・曜変天目・毫変盞に分類されるが、これは釉薬の調合割合の変化や二度掛け、上絵付け等の人為的な文様によって出現するものではなく、すべて同一の成分の釉薬を一度だけ施釉されたものが、高度な焼成技術によってそれぞれに変化をするものである。